# Asuaju de Sus
Asuaju de Sus – wieś w Rumunii, w okręgu Marmarosz, w gminie Asuaju de Sus. W 2011 roku liczyła 1043 mieszkańców.